# Franz Crass
Franz Crass (9 de Feveireiro de 1928) é um baixo-barítono alemão.
Crass nasceu em Wipperfürth, Crass e estudou com Gerda Heuer em Wiesbaden e com o professor Clemens Glettenberg no Hochschule für Musik em Köln. Ele venceu numerosas competições na Alemanha na década de 1950. Em 1954 ele fez sua estréia no teatro municipal em Krefeld, de 1956 ele cantou no Landestheater Hannover. Crass estabeleceu sua reputação como cantor wagnoriano no começo de sua carreira, e apareceu no Festival de Bayreuth em 1959 e 1960. Ele fez muitas apresentações como convidado na Alemanha e foi membro regular da Ópera de Köln de 1962 até 1964. Ele também foi um cantor de concerto e oratório, e tornou-se conhecido por interpretar obras de Mozart.
Crass encerrou sua carreira em 1981 e desde então ensina jovens cantores.